# Межзвёздное поглощение
Межзвёздное поглощение, или межзвёздное ослабление (также межзвёздная (галактическая) экстинкция, от лат. exstinctio — гашение), — поглощение и рассеяние электромагнитного излучения веществом, находящимся в межзвёздном пространстве. Для звёзд в диске Млечного Пути экстинкция в диапазоне V составляет примерно 1,8m на килопарсек.

## История
Влияние межзвёздного поглощения на цвет звёзд (межзвёздное покраснение) долгое время наблюдалось, но никак не связывалось с межзвёздным поглощением и галактической пылью. В 1847 году проявления межзвёздного поглощения отметил Василий Струве, а Роберт Джулиус Трюмплер описал это явление в 1930 году.

## Характеристики
Межзвёздное поглощение возникает из-за того, что пылинки, расположенные на луче зрения, поглощают часть света, и переизлучают его в другом направлении. В среднем диаметр пылинок составляет от 0,1 до 1 мкм.
Так как межзвёздная пыль содержится в основном в плоскости галактики, именно в ней (при наблюдении в видимом диапазоне) экстинкция достигает упомянутых 1,8m на килопарсек (эта величина также называется удельным поглощением). Это приводит к тому, что наблюдения других галактик вблизи плоскости Млечного пути сильно затруднены, и эта область называется зоной избегания. В ней открыто лишь небольшое количество галактик, например, Dwingeloo 1, которая наблюдалась лишь в радио- и инфракрасном диапазонах, в которых поглощение слабее. Для сравнения, в направлении на галактический полюс межзвёздное поглощение (не удельное, а полное) составляет лишь 0,15m.
Сильнее всего межзвёздное поглощение проявляется в направлении на центр нашей Галактики. Центральные области галактики находятся на расстоянии 8 килопарсек от Земли, но видимый свет, идущий от них, испытывает поглощение более чем на 30m. Иначе говоря, до наблюдателя на Земле доходит не более чем один фотон из триллиона.

## Зависимость поглощения от длины волны
Межзвёздная пыль по-разному поглощает свет на разных длинах волн. В целом, чем больше длина волны света, тем слабее он поглощается — это явление называется селективным поглощением. Селективное поглощение объясняется тем, что пылинка может поглощать свет с длиной волны, меньшей или равной размеру пылинки. То есть, чем больше длина волны света, тем меньшее количество пылинок может его поглощать, и наоборот. Расчёты показывают, что удельное поглощение обратно пропорционально длине волны, однако, на практике в диапазоне от 3700 Å (ближний ультрафиолет) до 48000 Å (средняя инфракрасная область) удельное поглощение пропорционально длине волны в степени −1,85.
Зависимость поглощения от длины волны также может быть выражена отношением {\textstyle R_{V}={\frac {A_{V}}{E_{B-V}}},} где AV — величина поглощения, а EB−V — изменение показателя цвета B−V. Она также называется избытком цвета:
{\displaystyle E_{B-V}=(B-V)_{\text{obs}}-(B-V)_{\textrm {real}}=(B_{\text{obs}}-B_{\text{real}})-(V_{\text{obs}}-V_{\text{real}})=A_{B}-A_{V}}
В среднем, безразмерная величина RV равна 3,1-3,2. Соответственно, избыток цвета для объекта на расстоянии 1 кпк равен 0,6m. Однако, для некоторых областей неба RV может принимать значения от 2 до 5. Сама эта величина имеет большое значение для звёздной астрономии: величину поглощения не измерить напрямую, но поправка на поглощение необходима для определения расстояния до звезды. Однако, зная избыток цвета, можно определить величину поглощения.
Таким образом, из-за межзвёздного поглощения объекты становятся не только более тусклыми, но и более красными. Это явление называют «межзвёздное покраснение света».
Его не следует путать с понятием красного смещения, имеющего совершенно другую природу и проявления: например, длина волны монохромного излучения не изменяется вследствие межзвёздного покраснения, однако она изменяется из-за красного смещения.
На некоторых длинах волн поглощение особенно сильно. Например, известна полоса поглощения с длиной волны 9,7 мкм, которая, как считается, вызвана пылинками, состоящими из силикатов магния: Mg2SiO4 и MgSiC3. В ультрафиолетовом диапазоне наблюдается широкий пик с максимумом на длине волны 2175 Å и шириной полосы 480 Å, открытый ещё в 1960-х годах. Его точные причины до конца не выяснены, но предполагают, что его вызывает смесь графита и ПАУ. Всего известно более 40 диффузных полос поглощения.

## Поглощение в других галактиках

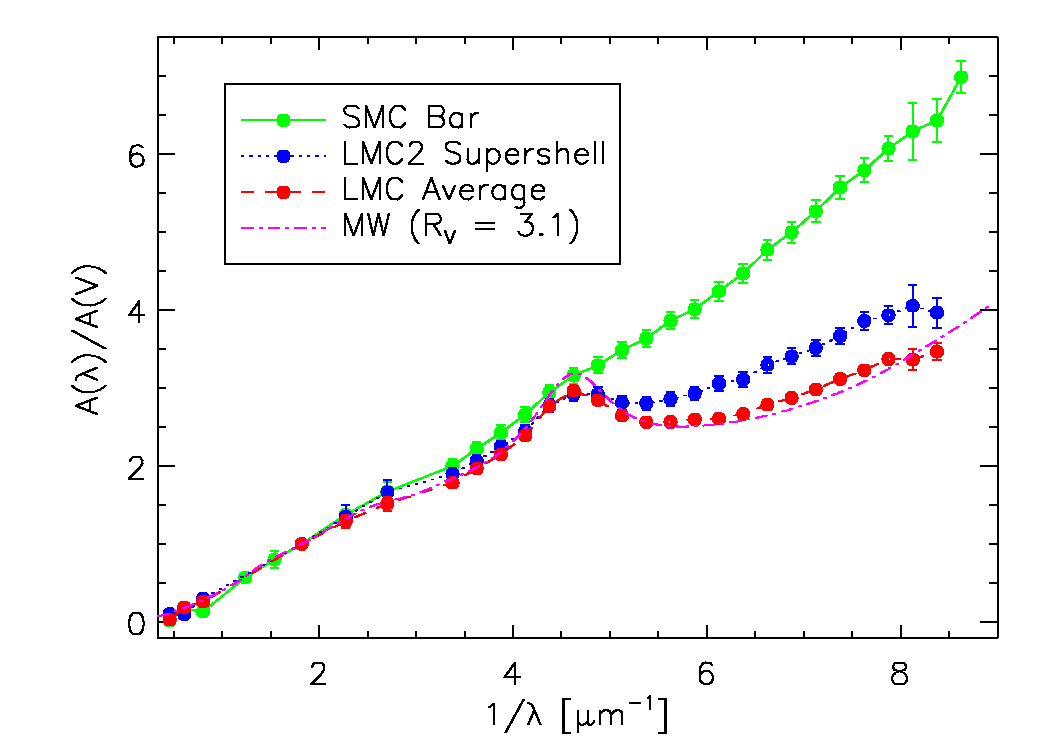
Функции поглощения для Большого и Малого Малеллановых Облаков.

Функции поглощения от длины волны могут различаться для разных галактик, так как вид функции, в свою очередь, зависит от состава межзвёздной среды. Лучше всего они исследованы для Млечного Пути и двух его спутников: Большого и Малого Магелланова Облака.
В Большом Магеллановом Облаке (БМО) разные области ведут себя по-разному. В туманности Тарантул, где происходит звездообразование, ультрафиолетовое излучение поглощается сильнее, чем в других областях БМО и нашей Галактики, но на длине волны 2175 Å оно, наоборот, ослаблено. В Малом Магеллановом облаке (ММО) скачка на 2175 Å не наблюдается, но рост поглощения с уменьшением длины волны в ультрафиолетовом диапазоне очень быстрый, и оно заметно превосходит таковое и в Млечном Пути, и в БМО.
Эти данные позволяют судить о составе межзвёздной среды в этих галактиках. До этих открытий было известно лишь то, что в среднем величины поглощения различаются, и считалось, что это вызвано различным содержанием тяжёлых элементов: металличность БМО составляет 40% от металличности Млечного пути, а металличность ММО — 10%. Однако, когда были получены более точные данные, стали развиваться гипотезы о том, что поглощающие пылинки возникают при звездообразовании, и чем оно активнее, тем сильнее поглощение.